# Рыхтер, Юзеф Хероним
Юзеф Хероним Рыхтер (пол. Józef Hieronim Rychter, 10 апреля 1860, Львов — 27 июля 1925, Краков) — польский литературовед, редактор и журналист.
Окончил философское отделение Львовского университета (1882). В 1881 г. дебютировал в печати, годом позже опубликовал книгу стихов «Букет» (пол. Wiązanka) под псевдонимом Бен Лассота (пол. Ben Lassota). В 1882—1883 гг. работал в Черновцах, выпуская выходивший раз в две недели литературный журнал Przedświt («Рассвет»), в котором публиковался и сам как поэт и публицист, выступая как сторонник польской независимости. После закрытия журнала вернулся во Львов, а с 1885 г. и до конца жизни жил в Кракове.
В 1880-е гг. внёс заметный вклад в исследование малоизвестных страниц истории польской литературы XVII—XIX веков. Опубликовал по рукописи неизданную драму Юлиуша Словацкого «Агесилай» (1884), напечатал множество статей, в том числе «Гетман Северин Ржевуский как поэт» (1884), «Ян Чечот как поэт» (1888), «Любовь Стефана Гарчиньского» (1885), материалы о Юзефе Крашевском, Якубе Ясинском, Адаме Мицкевиче и др. Одновременно опубликовал несколько оригинальных сочинений, из которых наибольший резонанс имела философская проза «Путь жизни» (пол. Droga życia; 1889).
Редактировал ряд короткоживущих журналов сатирической направленности, в том числе Polski Figaro (1890), Satyr (1892—1894), Chochlik Krakowski (1896), Głos Wolny (1899—1901), Pika (1903). Со временем в наибольшей степени стал выступать как фельетонист, публикуя довольно резкие статьи как в собственных изданиях, так и в издаваемых за свой счёт брошюрах. Многие публикации Рыхтера подвергались конфискации, причём не только официальными органами Австро-Венгрии, в состав которой входил Краков, но и во времена независимой Польши. В 1925 г. после очередного фельетона Рыхтера о мошенничестве и коррупции в польской армии командир дислоцированного в Кракове сапёрного полка Влодзимеж Дзякевич явился к нему в редакцию и, угрожая пистолетом, потребовал или опубликовать опровержение, или принять вызов на дуэль; вскоре после этого Рыхтер скончался от сердечного приступа.